# Gianni Proia
Gianni Proia, né en 1921 à Rome (Latium), est un réalisateur, scénariste et producteur de cinéma italien.

## Biographie
Fils du producteur de cinéma Alfredo Proia, il est d'abord diplômé en droit. Il a travaillé dans le genre Mondo dès les années 1960, après avoir contribué à quelques scénarios. Après avoir produit le film de Luigi Vanzi sur les boîtes de nuit parisiennes, Les Nuits du monde, il a tourné lui-même les deux films suivants, Tous les plaisirs du monde et Monde de nuit. Avec Realtà romanzesca (it) en 1967, il quitte le domaine du Mondo tout en restant dans le domaine du documentaire à sensation avec une collection de destins croisés. Son retour au mondo avec Mondo di notte oggi (it) et Siamo fatti così: Aiuto! n'a pas été couronné de beaucoup de succès,.

## Filmographie

### Producteur de cinéma
- 1960 : Les Nuits du monde (Il mondo di notte) de Luigi Vanzi
- 1973 : Le avventure di Barbapapà

### Réalisateur de cinéma
- 1961 : Tous les plaisirs du monde (Il mondo di notte numero 2)
- 1964 : Monde de nuit (Il mondo di notte n° 3)
- 1969 : Realtà romanzesca (it)
- 1976 : Mondo di notte oggi (it)
- 1980 : Siamo fatti così: Aiuto!

### Scénariste de cinéma
- 1964 : Monde de nuit (Il mondo di notte n° 3)
- 1969 : Realtà romanzesca (it)
- 1980 : Siamo fatti così: Aiuto!